# Pedilochilus kermesinostriatus
Pedilochilus kermesinostriatus är en orkidéart som beskrevs av Johannes Jacobus Smith. Pedilochilus kermesinostriatus ingår i släktet Pedilochilus och familjen orkidéer. Inga underarter finns listade i Catalogue of Life.